# 몬티 월쉬 (1970년 영화)
몬티 월쉬(Monte Walsh)는 미국에서 제작된 윌리엄 A. 프레이커 감독의 1970년 서부 영화이다. 리 마빈 등이 주연으로 출연하였고 할 랜더스 등이 제작에 참여하였다.

## 출연

### 주연
- 리 마빈
- 잔느 모로

### 조연
- 잭 팰런스
- 미치 라이언
- 짐 데이비스
- G.D. 스프라들린
- 존 허드킨스
- 레이몬드 구스
- 존 맥키
- 마이클 콘러드
- 톰 히튼
- 테드 게링
- 보 홉킨스
- 존 맥리엄
- 알린 앤 맥레리
- 맷 클라크
- 빌리 그린 부쉬
- 에릭 크리스마스
- 찰스 타이너
- 잭 콜빈
- 리차드 판스워스
- 프레드 워
- 헨리 A. 에스칼런트
- 르로이 존슨
- 윌리엄 그래프 주니어
- 존 카터
- 가이 윌커슨
- 로이 바크로트
- 프랭크 그린
- 마크 헤들리
- 러스티 리

## 제작진
- 원작자: 잭 스캐퍼
- 미술: 앨버트 브레너
- 세트: 필 에브램슨
- 의상: 앨버트 브레너
- 배역: 린 스터마스터